# Jaroslawa Stezko

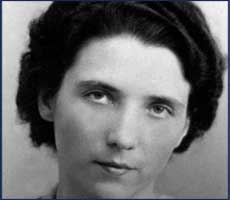
Jaroslawa Stezko

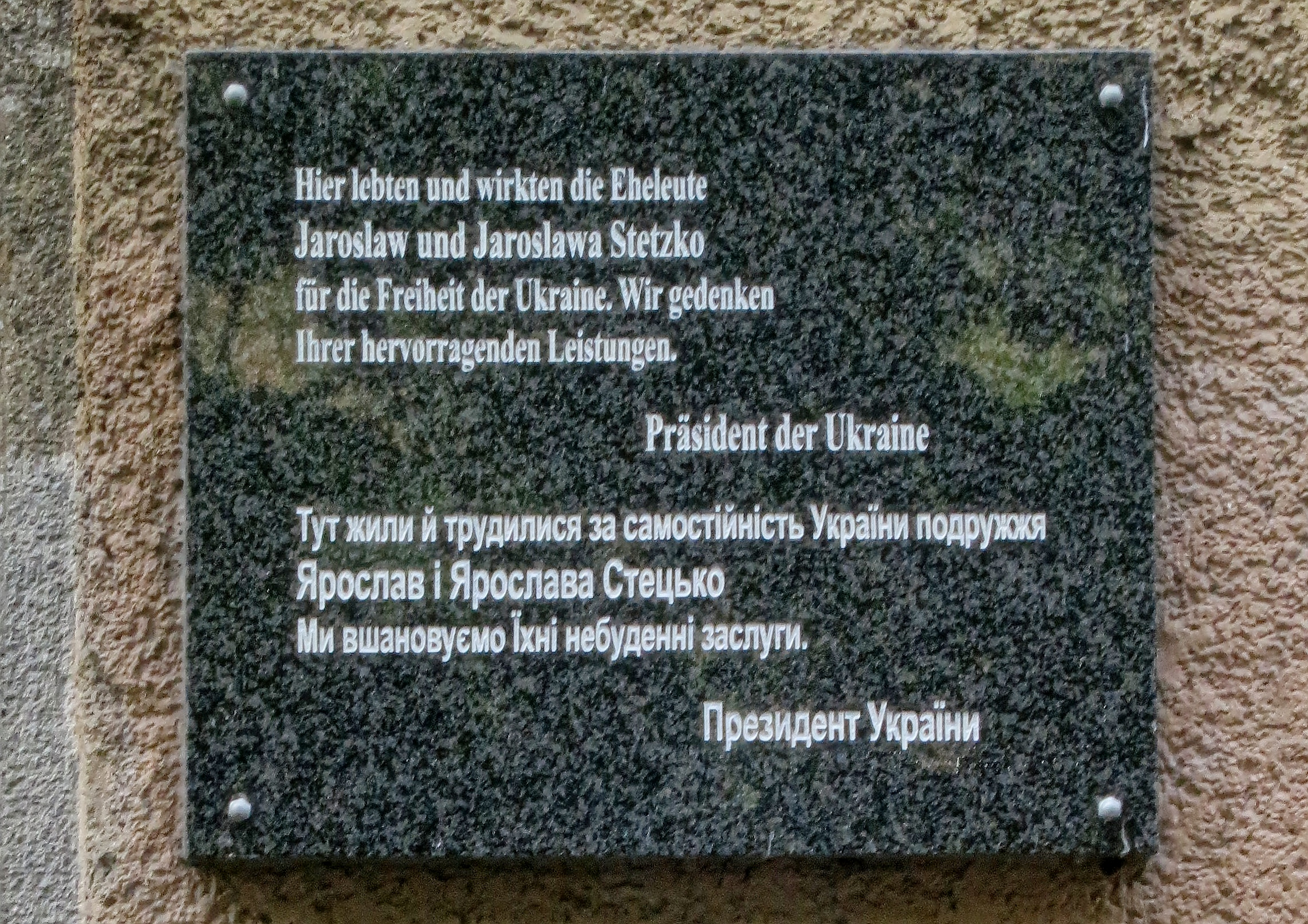
Jaroslaw und Slawa Stezko. Gedenkplakette an der Zeppelinstraße 67 in München

Jaroslawa Jossypiwna Stezko (ukrainisch Ярослава Йосипівна Стецько; * als Anna Jewhenia Muzyka 14. Mai 1920 in Romaniwka bei Ternopil, Polen; † 12. März 2003 in München) war eine ukrainische Politikerin.

## Leben
Jaroslawa Stezko wurde 1920 unter dem Namen Anna Jewhenia Muzyka im umkämpften Galizien geboren, die Region gehörte nach dem Polnisch-Ukrainischen Krieg und dem Polnisch-Sowjetischen Krieg seit Ende 1920 zur Zweiten polnischen Republik. Als Teil der ukrainischen Minderheit in Polen war Stezko in ihrer Kindheit Zeuge der beiderseitig mit großer Verbissenheit geführten gewaltsamen Auseinandersetzungen. Die jüdische Bevölkerung Ostgaliziens diente dabei allen Parteien als zusätzlicher Sündenbock.
1938 wurde sie Mitglied der Organisation Ukrainischer Nationalisten (OUN) in Polen, die sich sowohl gegen Polen als auch gegen die kommunistische Herrschaft in der Ukrainischen SSR richtete. Muzyka wurde bei der Spaltung 1940 Anhängerin des von Stepan Bandera geführten radikalen Flügels OUN-B. Vor dem deutschen Überfall auf Polen hatte sie ein Studium an der Universität Lemberg begonnen. Während des Zweiten Weltkrieges war Muzyka Rot-Kreuz-Schwester in der Ukrainischen Aufständischen Armee, bis sie 1943 in Lemberg von der Wehrmacht verhaftet und nach Deutschland verschleppt wurde.
Nach Kriegsende blieb Muzyka in Westdeutschland, wo sich ukrainische Kollaborateure und ehemalige Zwangsarbeiter sammelten und von dort teilweise nach Übersee auswanderten. Sie ließ sich in München nieder, wo sie den ebenfalls im Westen gebliebenen ukrainischen Exilpolitiker Jaroslaw Stezko heiratete. Beide lebten in der Zeppelinstraße 67. In München studierte Jaroslawa Stezko an der Ukrainischen Freien Universität München. Gemeinsam mit ihrem Mann baute sie die Anti-Bolshevik Bloc of Nations (A.B.N.) auf und wurde nach seinem Tod 1986 dessen Präsidentin und 1991 auch Präsidentin der OUN-B. Sie war Herausgeberin von Periodika der A.B.N., Organisatorin ihrer Kongresse und war seit 1986 auch Mitglied im Präsidium der World Anti-Communist League. Diese Organisationen waren weitgehend von US-amerikanischen Geldern abhängig, hatten ihren politischen, organisatorischen und finanziellen Höhepunkt in der Zeit des Kalten Krieges, mit der Entspannungspolitik gerieten sie an den Rand der Politik.
Stezko kehrte nach der Unabhängigkeit der Ukraine 1991 in die Ukraine zurück, konnte aber, da sie noch nicht eingebürgert war, nicht an den ersten Wahlen 1994 teilnehmen. Für die von ihr 1992 gegründete Partei Kongress Ukrainischer Nationalisten (KUN) zog bei einer Nachwahl 1997 in die Werchowna Rada ein. Die als Nachfolgepartei der OUN-B gegründete KUN blieb allerdings in ihrer Wählerwirkung nur eine rechte, überalterte Splitterpartei. Bei den Parlamentswahlen 1998 errang Stezko für die Partei eines von drei Direktmandaten und eröffnete als Alterspräsidentin der Werchowna Rada die neue Legislaturperiode.
Als Stezko schwer erkrankte, wollte sie die besseren Behandlungsmöglichkeiten in München nutzen. Sie ist auf dem Baikowe-Friedhof im Stadtbezirk Holossijiw in Kiew beerdigt.

## Schriften (Auswahl)
- (Hrsg.): Revolutionary voices : Ukrainian political prisoners condemn Russian colonialism. Vorwort Ivan Matteo Lombardo. München: Press Bureau of the Anti-Bolshevik Bloc of Nations 1971.